# إيفان كارتر
إيفان كارتر (بالإنجليزية: Ivan Carter)‏ هو مقدم تلفزيوني زيمبابوي، ولد في 10 نوفمبر 1970.

## وصلات خارجية
- إيفان كارتر على موقع IMDb (الإنجليزية)